# Norðurmýri

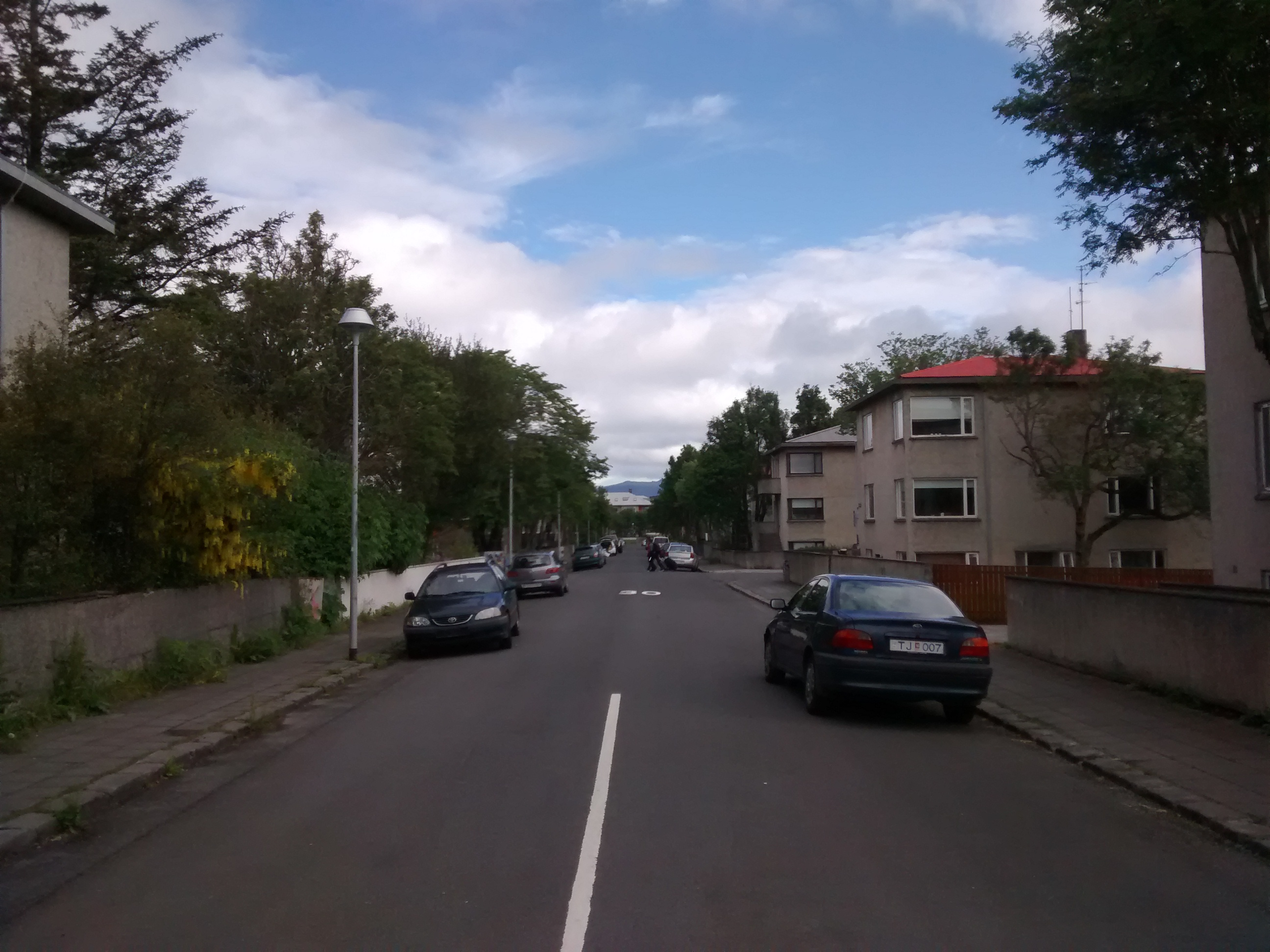
Norðurmýri

Norðurmýri är en stadsdel i Reykjavik på Island, belägen i den centrala delen av staden.